# Badminton nos Jogos Olímpicos de Verão de 2012 - Duplas mistas
As competições de duplas mistas do badminton nos Jogos Olímpicos de Verão de 2012 foram disputadas entre os dias 28 de julho e 3 de agosto na Arena Wembley. O sorteio foi realizado em 23 de julho.

## Formato da competição
As 16 duplas foram divididas em 4 grupos de 4 duplas cada. Os pares se enfrentaram uma única vez dentro de seus grupos. As duas primeiras duplas de cada grupo avançaram a fase eliminatória.

## Cabeças-de-chave
| 1. CHN Zhang Nan / Zhao Yunlei 2. CHN Xu Chen / Ma Jin | 1. INA Tantowi Ahmad / Lilyana Natsir 2. DEN Joachim Fischer Nielsen / Christinna Pedersen |

## Medalhistas
| Ouro   | CHN Zhang Nan e Zhao Yunlei                       |
| Prata  | CHN Xu Chen e Ma Jin                              |
| Bronze | DEN Joachim Fischer Nielsen e Christinna Pedersen |

## Resultados

### Fase de grupos

#### Grupo A

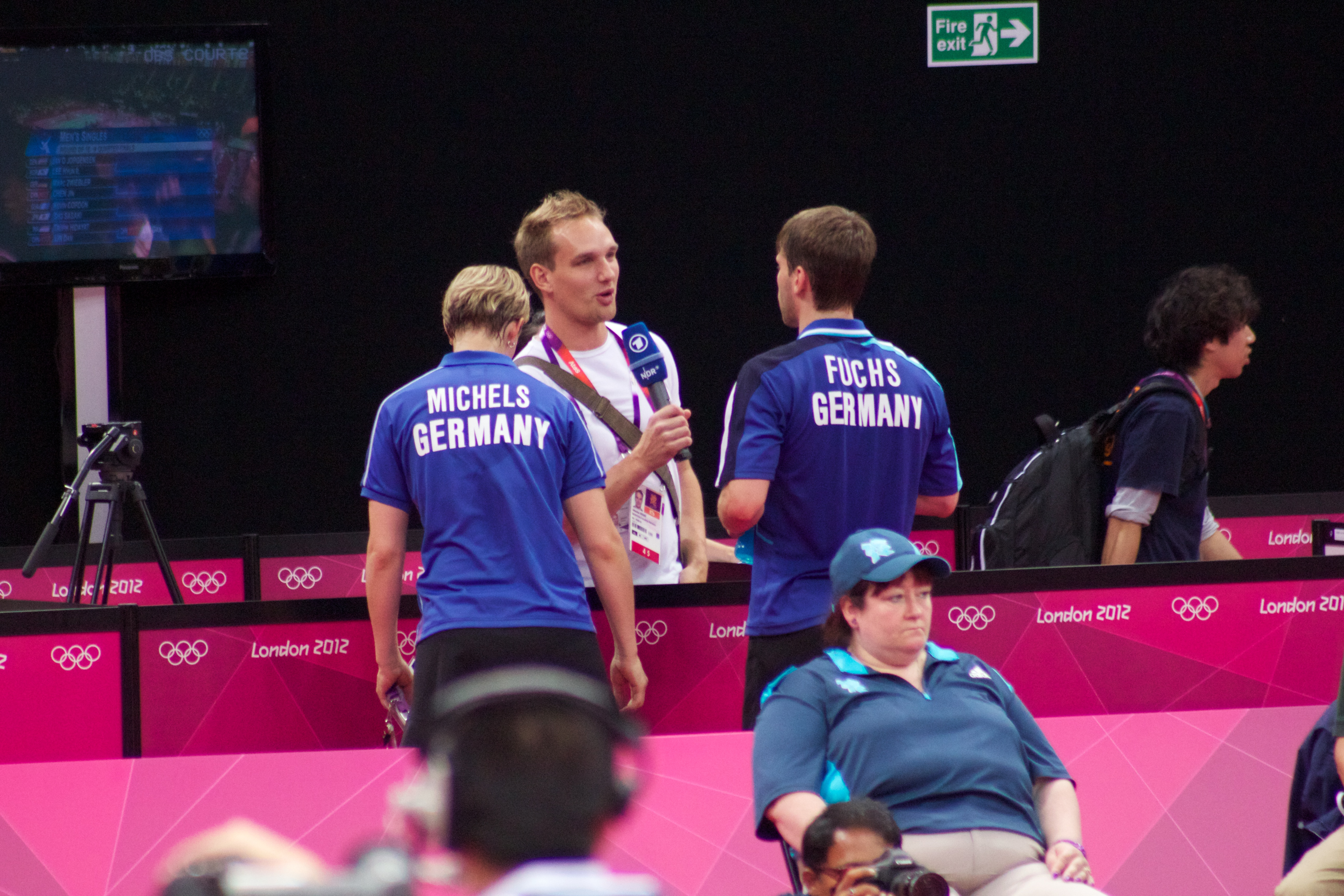
Dupla alemã Birgit Michels e Michael Fuchs recebem instruções durante uma partida.

| Nome                                        | J | V | D | SG | SP | Pts |
| ------------------------------------------- | - | - | - | -- | -- | --- |
| CHN Zhang Nan / Zhao Yunlei                 | 3 | 3 | 0 | 6  | 0  | 3   |
| GER Michael Fuchs / Birgit Michels          | 3 | 2 | 1 | 4  | 4  | 2   |
| RUS Aleksandr Nikolaenko / Valeria Sorokina | 3 | 1 | 2 | 3  | 5  | 1   |
| GBR Chris Adcock / Imogen Bankier           | 3 | 0 | 3 | 2  | 6  | 0   |

| 28 de julho, 09:40        | 28 de julho, 09:40 | 28 de julho, 09:40        |
| ------------------------- | ------------------ | ------------------------- |
| GBR Adcock / Bankier      | 21–14 9–21 18–21   | RUS Nikolaenko / Sorokina |
| 28 de julho, 18:30        |                    |                           |
| CHN Zhang N / Zhao Y      | 21–6 21–7          | GER Fuchs / Michels       |
| 29 de julho, 08:30        |                    |                           |
| GBR Adcock / Bankier      | 21–11 17–21 14–21  | GER Fuchs / Michels       |
| 29 de julho, 12:30        |                    |                           |
| CHN Zhang N / Zhao Y      | 21–9 21–18         | RUS Nikolaenko / Sorokina |
| 30 de julho, 18:30        |                    |                           |
| RUS Nikolaenko / Sorokina | 18–21 –12 19–21    | GER Fuchs / Michels       |
| 31 de julho, 15:20        |                    |                           |
| CHN Zhang N / Zhao Y      | 21–13 21–14        | GBR Adcock / Bankier      |

#### Grupo B
| Nome                                              | J | V | D | SG | SP | Pts |
| ------------------------------------------------- | - | - | - | -- | -- | --- |
| DEN Joachim Fischer Nielsen / Christinna Pedersen | 3 | 3 | 0 | 6  | 1  | 3   |
| POL Robert Mateusiak / Nadieżda Kostiuczyk        | 3 | 2 | 1 | 5  | 2  | 2   |
| JPN Shintaro Ikeda / Reiko Shiota                 | 3 | 1 | 2 | 2  | 5  | 1   |
| CAN Toby Ng / Grace Gao                           | 3 | 0 | 3 | 1  | 6  | 0   |

| 28 de julho, 08:30         | 28 de julho, 08:30 | 28 de julho, 08:30         |
| -------------------------- | ------------------ | -------------------------- |
| JPN Ikeda / Shiota         | 18–21 20–22        | POL Mateusiak / Kostiuczyk |
| 28 de julho, 14:19         |                    |                            |
| DEN Nielsen / Pedersen     | 21–12 21–11        | CAN Ng / Gao               |
| 29 de julho, 20:50         |                    |                            |
| JPN Ikeda / Shiota         | 21–10 11–21 –15    | CAN Ng / Gao               |
| 30 de julho, 09:42         |                    |                            |
| DEN Nielsen / Pedersen     | 21–9 14–21 –17     | POL Mateusiak / Kostiuczyk |
| 31 de julho, 19:40         |                    |                            |
| DEN Nielsen / Pedersen     | 21–11 21–10        | JPN Ikeda / Shiota         |
| 31 de julho, 20:17         |                    |                            |
| POL Mateusiak / Kostiuczyk | 21–13 21–16        | CAN Ng / Gao               |

#### Grupo C

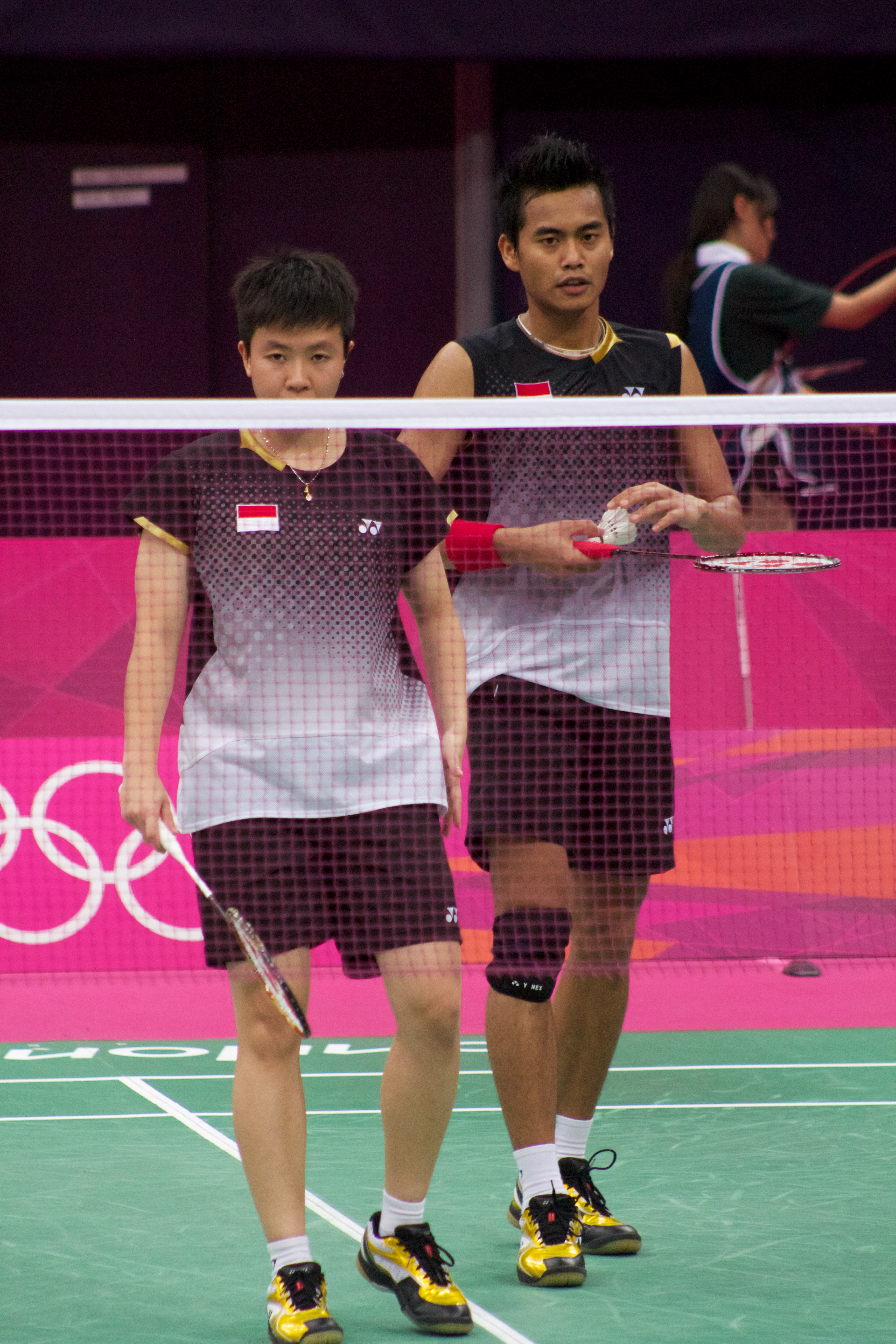
Dupla indonésia Lilyana Natsir e Tantowi Ahmad.

| Nome                                      | J | V | D | SG | SP | Pts |
| ----------------------------------------- | - | - | - | -- | -- | --- |
| INA Tantowi Ahmad / Lilyana Natsir        | 3 | 3 | 0 | 6  | 0  | 3   |
| DEN Thomas Laybourn / Kamilla Rytter Juhl | 3 | 2 | 1 | 4  | 2  | 2   |
| KOR Lee Yong-dae / Ha Jung-eun            | 3 | 1 | 2 | 2  | 4  | 1   |
| IND Valiyaveetil Diju / Jwala Gutta       | 3 | 0 | 3 | 0  | 6  | 0   |

| 28 de julho, 08:30   | 28 de julho, 08:30 | 28 de julho, 08:30   |
| -------------------- | ------------------ | -------------------- |
| INA Ahmad / Natsir   | 21–16 21–12        | IND Diju / Gutta     |
| 29 de julho, 09:07   |                    |                      |
| INA Ahmad / Natsir   | 21–19 21–12        | KOR Lee Y-d / Ha J-e |
| 29 de julho, 13:05   |                    |                      |
| DEN Laybourn / Juhl  | 21–12 21–16        | IND Diju / Gutta     |
| 30 de julho, 12:30   |                    |                      |
| DEN Laybourn / Juhl  | 21–15 21–12        | KOR Lee Y-d / Ha J-e |
| 31 de julho, 09:42   |                    |                      |
| KOR Lee Y-d / Ha J-e | 21–15 21–15        | IND Diju / Gutta     |
| 31 de julho, 18:30   |                    |                      |
| INA Ahmad / Natsir   | 24–22 21–16        | DEN Laybourn / Juhl  |

#### Grupo D
| Nome                                           | J | V | D | SG | SP | Pts |
| ---------------------------------------------- | - | - | - | -- | -- | --- |
| CHN Xu Chen / Ma Jin                           | 3 | 3 | 0 | 6  | 0  | 3   |
| THA Sudket Prapakamol / Saralee Thoungthongkam | 3 | 2 | 1 | 4  | 2  | 2   |
| TPE Chen Hung-ling / Cheng Wen-hsing           | 3 | 1 | 2 | 2  | 5  | 1   |
| MAS Chan Peng Soon / Goh Liu Ying              | 3 | 0 | 3 | 1  | 6  | 0   |

| 28 de julho, 12:30              | 28 de julho, 12:30 | 28 de julho, 12:30              |
| ------------------------------- | ------------------ | ------------------------------- |
| TPE Chen H-l / Cheng W-h        | 21–12 6–21 –15     | MAS Chan / Goh                  |
| 29 de julho, 12:30              |                    |                                 |
| TPE Chen H-l / Cheng W-h        | 15–21 16–21        | THA Prapakamol / Thoungthongkam |
| 29 de julho, 19:09              |                    |                                 |
| CHN Xu C / Ma J                 | 21–14 21–8         | MAS Chan / Goh                  |
| 30 de julho, 13:40              |                    |                                 |
| CHN Xu C / Ma J                 | 21–19 21–12        | THA Prapakamol / Thoungthongkam |
| 31 de julho, 08:30              |                    |                                 |
| THA Prapakamol / Thoungthongkam | 21–16 21–15        | MAS Chan / Goh                  |
| 31 de julho, 20:15              |                    |                                 |
| CHN Xu C / Ma J                 | 21–16 22–20        | TPE Chen H-l / Cheng W-h        |

### Fase final
|  | Quartas-de-final | Quartas-de-final                                 | Quartas-de-final                              | Quartas-de-final       | Quartas-de-final |    |                                               | Semifinal | Semifinal           | Semifinal           | Semifinal           | Semifinal           |                     |    | Final | Final                                         | Final | Final | Final |  |  |
|  |                  |                                                  |                                               |                        |                  |    |                                               |           |                     |                     |                     |                     |                     |    |       |                                               |       |       |       |  |  |
|  | A1               | CHN Zhang Nan CHN Zhao Yunlei                    | 21                                            | 21                     |                  |    |                                               |           |                     |                     |                     |                     |                     |    |       |                                               |       |       |       |  |  |
|  | C2               | DEN Thomas Laybourn DEN Kamilla Rytter Juhl      | 13                                            | 17                     |                  |    |                                               |           |                     |                     |                     |                     |                     |    |       |                                               |       |       |       |  |  |
|  | C2               | DEN Thomas Laybourn DEN Kamilla Rytter Juhl      | 13                                            | 17                     |                  | A1 | CHN Zhang Nan CHN Zhao Yunlei                 | 17        | 21                  | 21                  |                     |                     |                     |    |       |                                               |       |       |       |  |  |
|  |                  |                                                  |                                               |                        |                  | A1 | CHN Zhang Nan CHN Zhao Yunlei                 | 17        | 21                  | 21                  |                     |                     |                     |    |       |                                               |       |       |       |  |  |
|  |                  | B1                                               | DEN J Fischer Nielsen DEN Christinna Pedersen | 21                     | 17               | 19 |                                               |           |                     |                     |                     |                     |                     |    |       |                                               |       |       |       |  |  |
|  | B1               | B1                                               | DEN J Fischer Nielsen DEN Christinna Pedersen | 21                     | 17               | 19 | DEN J Fischer Nielsen DEN Christinna Pedersen | 21        | 21                  |                     |                     |                     |                     |    |       |                                               |       |       |       |  |  |
|  | B1               |                                                  |                                               |                        |                  |    | DEN J Fischer Nielsen DEN Christinna Pedersen | 21        | 21                  |                     |                     |                     |                     |    |       |                                               |       |       |       |  |  |
|  | D2               | THA Sudket Prapakamol THA Saralee Thoungthongkam | 15                                            | 13                     |                  |    |                                               |           |                     |                     |                     |                     |                     |    |       |                                               |       |       |       |  |  |
|  |                  |                                                  |                                               |                        |                  |    |                                               |           |                     |                     |                     |                     |                     |    | A1    | CHN Zhang Nan CHN Zhao Yunlei                 | 21    | 21    |       |  |  |
|  |                  |                                                  | D1                                            | CHN Xu Chen CHN Ma Jin | 11               | 17 |                                               |           |                     |                     |                     |                     |                     |    |       |                                               |       |       |       |  |  |
|  | A2               | GER Michael Fuchs GER Birgit Michels             | 15                                            | 9                      |                  |    |                                               |           |                     |                     |                     |                     |                     |    |       |                                               |       |       |       |  |  |
|  | C1               | INA Tantowi Ahmad INA Lilyana Natsir             | 21                                            | 21                     |                  |    |                                               |           |                     |                     |                     |                     |                     |    |       |                                               |       |       |       |  |  |
|  | C1               | INA Tantowi Ahmad INA Lilyana Natsir             | 21                                            | 21                     |                  | C1 | INA Tantowi Ahmad INA Lilyana Natsir          | 23        | 18                  | 13                  |                     |                     |                     |    |       |                                               |       |       |       |  |  |
|  |                  |                                                  |                                               |                        |                  | C1 | INA Tantowi Ahmad INA Lilyana Natsir          | 23        | 18                  | 13                  |                     |                     |                     |    |       |                                               |       |       |       |  |  |
|  |                  | D1                                               | CHN Xu Chen CHN Ma Jin                        | 21                     | 21               | 21 |                                               |           | Disputa pelo bronze | Disputa pelo bronze | Disputa pelo bronze | Disputa pelo bronze | Disputa pelo bronze |    |       |                                               |       |       |       |  |  |
|  | B2               | D1                                               | CHN Xu Chen CHN Ma Jin                        | 21                     | 21               | 21 | POL Robert Mateusiak POL Nadieżda Kostiuczyk  | 21        | Disputa pelo bronze | Disputa pelo bronze | Disputa pelo bronze | Disputa pelo bronze | Disputa pelo bronze | 16 | 21    |                                               |       |       |       |  |  |
|  | B2               |                                                  |                                               |                        |                  |    | POL Robert Mateusiak POL Nadieżda Kostiuczyk  | 21        |                     |                     |                     |                     |                     | 16 | 21    |                                               |       |       |       |  |  |
|  | D1               | CHN Xu Chen CHN Ma Jin                           | 19                                            | 21                     | 23               |    |                                               |           |                     |                     |                     |                     |                     |    | B1    | DEN J Fischer Nielsen DEN Christinna Pedersen | 21    | 21    |       |  |  |
|  |                  |                                                  |                                               |                        |                  |    |                                               |           |                     |                     |                     |                     |                     |    | C1    | INA Tantowi Ahmad INA Lilyana Natsir          | 12    | 12    |       |  |  |